# Cymadusa oceanica
Cymadusa oceanica är en kräftdjursart som beskrevs av J. L. Barnard 1955. Cymadusa oceanica ingår i släktet Cymadusa och familjen Ampithoidae. Inga underarter finns listade i Catalogue of Life.